# Nogometno prvenstvo grada Rijeke 1945./46.
Nogometno prvenstvo (liga) Rijeke ili Coppa Giovanni Maras (u čast kapetanu i rekorderu Fiumane koji je umro kao partizan u bitci na Risnjaku) je igrano 1945./46. između neformalnih timova gradksih poduzeća i nije priznat sa strane Jugoslavenskog Nogometnog Saveza kao službeno.
Grad je do 1947. bio pod Vojnom upravom Jugoslavenske armije (VUJA) i njegov je budući državni položaj 1945. bio još potpuno neizvjestan, pa je vojna uprava odlučila organizirati neformalno prventsvo da zabavi stanovništvo.
Sudjelovalo je devet timova radnika tvornica iz općine Rijeka unutar njezinih talijanskih granica (bez Sušaka). Timovi nisu bili službeni klubovi. 
Natjecanje je igrano kao liga dvokružnim liga-sustavom, od 18. studenog 1945. do 4. travnja 1946. godine,  a prvak je postala momčad radnika "GS Magazzini Generali".

## Ljestvica
Izvor: 
| mj. | klub                         | ut. | pob. | ner. | por. | gol+ | gol- | kvoc  | bod |
| --- | ---------------------------- | --- | ---- | ---- | ---- | ---- | ---- | ----- | --- |
| 1.  | GS Magazzini Generali Rijeka | 16  | 12   | 3    | 1    | 59   | 19   | 3,105 | 27  |
| 2.  | Cantieri Navali Rijeka       | 16  | 10   | 3    | 3    | 66   | 23   | 2,870 | 23  |
| 3.  | Lignum Rijeka                | 16  | 10   | 3    | 3    | 60   | 32   | 1,875 | 23  |
| 4.  | Torpedo Rijeka               | 16  | 8    | 3    | 5    | 48   | 18   | 2,667 | 19  |
| 5.  | ROMSA Rijeka                 | 16  | 8    | 2    | 6    | 48   | 38   | 1,263 | 18  |
| 6.  | Portuale Rijeka              | 16  | 5    | 2    | 9    | 30   | 39   | 0,769 | 12  |
| 7.  | ASPM Rijeka                  | 16  | 3    | 3    | 10   | 37   | 51   | 0,725 | 9   |
| 8.  | Metallurgica Rijeka          | 16  | 4    | 1    | 11   | 31   | 75   | 0,413 | 9   |
| 9.  | Dinamo Rijeka                | 16  | 2    | 0    | 14   | 18   | 102  | 0,176 | 4   |

- ASPM – Azienda Servizi Pubblici Municipalizzati
- GS – Gruppo Sportivo
- ROMSA – Raffineria Oli Minerali Società Anonima

## Rezultatska križaljka
| kratica | klub                  | ASPM            | CAN | DIN  | LIG | MAG  | MET | POR | ROMSA    | TOR |
| --- | --------------------- | --------------- | --- | ---- | --- | ---- | --- | --- | -------- | --- |
| ASPM | ASPM                  |                 | 3:7 | 8:2  | 4:4 | 2:4  | 2:3 | 2:2 | 5:1      | 2:2 |
| CAN | Cantieri Navali       | 6:1             |     | 10:0 | 1:2 | 0:0  | 7:2 | 0:0 | 4:3      | 2:0 |
| DIN | Dinamo                | 3:2             | 1:6 |      | 0:1 | 1:11 | 2:5 | 2:1 | 1:3      | 2:8 |
| LIG | Lignum                | 5:1             | 1:1 | 6:0  |     | 1:2  | 5:0 | 6:1 | 5:3      | 1:3 |
| MAG | GS Magazzini Generali | 3:1 p, 2:0 p.f. | 5:4 | 6:2  | 2:2 |      | 7:1 | 1:0 | 0:4      | 2:1 |
| MET | Metallurgica          | 2:1             | 0:5 | 5:0  | 4:8 | 0:12 |     | 3:6 | 2:4      | 0:6 |
| POR | Portuale              | 0:2             | 1:4 | 5:0  | 9:3 | 0:3  | 3:1 |     | 1:2      | 0:6 |
| ROMSA | ROMSA                 | 5:1             | 0:8 | 11:1 | 0:2 | 1:2  | 3:3 | 4:0 |          | 2:1 |
| TOR | Torpedo               | 3:1             | 4:1 | 8:0  | 0:2 | 0:0  | 4:0 | 0:1 | _:_, 2:2 |     |
| |                       |                 |     |      |     |      |     |     |          |     |
| podebljan rezultat – utakmice od 1. do 9. kola (1. utakmica između klubova) rezultat normalne debljine – utakmice od 10. do 18. kola (2. utakmica između klubova) rezultat nakošen – nije vidljiv redoslijed odigravanja međusobnih utakmica iz dostupnih izvora rezultat nakošen i smanjen * – iz dostupnih izvora nije uočljiv domaćin susreta prekrižen rezultat – poništena ili brisana utakmica p – utakmica prekinuta |                       |                 |     |      |     |      |     |     |          |     |

 Izvori: 

## Kvalifikacije za 1. saveznu ligu
| Operaia Pula – Kvarner Rijeka |  | 2:1, 1:4 |

Na kraju sezone nove vlasti odlučuju osnovati s tradicijom glavnog gradskog kluba koji će predstavljati grad na državnom nivou, i po prijedlogu upravnika Fiumane i gradskog djelatnika Ettorea Mazzierija, umjesto U.S. Fiumane se pokreće NK Kvarner. Kao nasljednik glavnog gradskog kluba, NK Kvarner dobije pravo se natjecati kao predstavnik okupacijske Zone B Julijske Krajine s USO Pula za ulazak u Prvu saveznu ligu.

## Poveznice
- Hrvatska liga 1946.